# أودري مارناي
أودري مارناي (بالفرنسية: Audrey Marnay)‏ (مواليد 14 أكتوبر 1980) عارضة أزياء وممثلة فرنسية .

## روابط خارجية
- أودري مارناي على موقع IMDb (الإنجليزية)
- أودري مارناي على موقع قاعدة بيانات الأفلام العربية
- أودري مارناي على موقع ألو سيني (الفرنسية)
- أودري مارناي على موقع أول موفي (الإنجليزية)
- أودري مارناي على موقع قاعدة بيانات الأفلام السويدية (السويدية)
- أودري مارناي على موقع قاعدة بيانات الفيلم (الإنجليزية)
- أودري مارناي على موقع كينوبويسك (الروسية)
- أودري مارناي على موقع دليل عارضات الأزياء (الإنجليزية)